# تلمادره
تلمادره، روستایی است از توابع بخش چهاردانگه شهرستان ساری در استان مازندران ایران. این روستا در دهستان پشتکوه واقع شده‌است.
ورودی این روستا چشمه اب زلالی وجود دارد 

## جمعیت
این روستا در دهستان پشتکوه قرار داشته و براساس آخرین سرشماری مرکز آمار ایران که در سال ۱۳۹۵ صورت گرفته، جمعیت آن ۲۱۹ نفر (۷۷خانوار) بوده‌است.
روستای تلمادره در سرشماری سال ۱۳۹۵
| شمار خانوار | جمعیت | زن  | مرد |
| ۷۷          | ۲۱۹   | ۱۰۵ | ۱۱۴ |